# Hockenheimring
Hockenheimring je německý závodní okruh nedaleko města Hockenheim v Bádensko-Württembersku. Do roku 2019 se na okruhu konala Grand Prix Německa Formule 1.

## Historie

### 1930–1960
Hockenheimring byl původně postaven v roce 1932 na lesních silnicích, jako náhrada za nebezpečný a zakázaný okruh Wildpark v Karlsruhe. V první řadě se okruh používal jako závodiště pro motocykly a testovací dráha pro Mercedes-Benz a Auto Union. Mezi lety 1938 až 1947 byl Hockenheimring přejmenován na Kurpfalzring. Po druhé světové válce bylo používání okruhu velmi omezeno. Závody motocyklů se nějakou dobu nesměly konat vůbec, aby byl později Hockenheim do závodního kalendáře vždy jednou za dva roky vrácen. Původní okruh byl téměř osm kilometrů dlouhý, ale později došlo k jeho zkrácení.

### 1960–2000
První rekonstrukce okruhu započala v roce 1965, prioritou bylo zejména zvýšení diváckého komfortu. Radikálnější přestavba okruhu přišla po fatální smrtelné nehodě Jima Clarka, kdy přibylo několik zatáček, ale zejména započala první instalace bezpečnostních prvků. Tato nová verze byla velmi rychlá a obsahovala vysoké množství dlouhých pasáží, které bylo možno jet na plný plyn. Okruh byl stále hodnocen jako vysoce nebezpečný a bezpečností technici pohrozili v roce 1999 organizátorům vyškrtnutím závodu z kalendáře, pokud nedojde k výrazné modernizaci.

### 2000
Přesunu závodu na jiný konkurenční okruh zabránili organizátoři najmutím architekta Hermanna Tilkeho, který se rozhodl ponechat jen minimum z původní verze a okruh výrazným způsobem přizpůsobil současným normám. V první fázi došlo k vyrovnání terénu a navržení kratší varianty s množstvím bezpečného prostoru pro výjezd monopostu z trati. Dalším rozhodnutím bylo přidání ostrých zatáček, které zvýšily množství prostorů vhodných k předjíždějí. Přestavba okruhu si krom financí vyžádala též přidání nových tribun, z nichž některé zafinancovala domácí automobilka Mercedes-Benz, díky čemuž se můžeme setkat též s tribunou pojmenovanou na jeho počest. Současná verze okruhu nabízí 120 000 míst k sezení.

### Formule 1

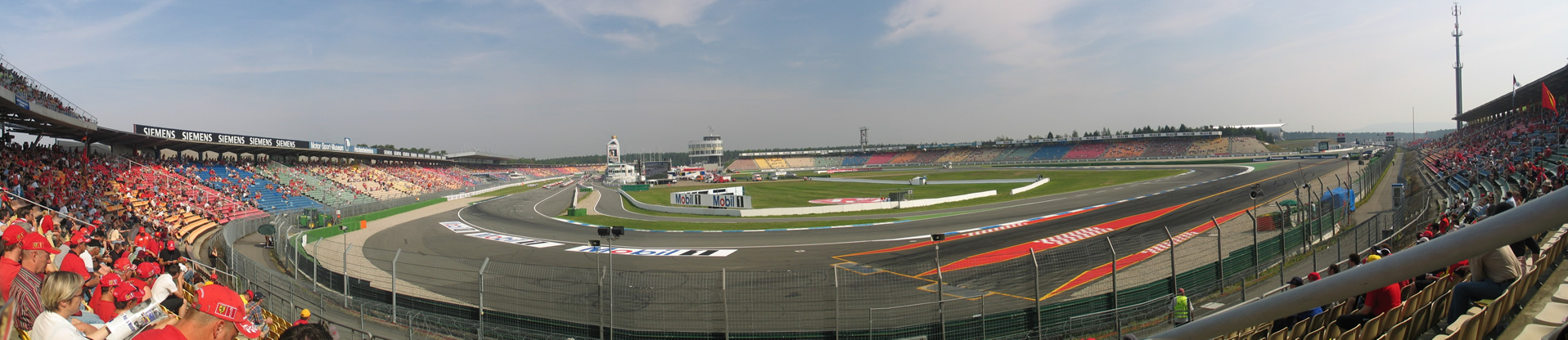
Pohled na Südkurve a sekci Motodrom s množstvím tribun

Na Hockenheimring formule poprvé zavítala v roce 1970, když se závodní piloti rozhodli během Grand Prix Francie bojkotoval start na nebezpečném Nürburgringu. Nicméně po rekonstrukci původního okruhu byl Hockenheimring opět na sedm let z kalendáře odstraněn. Od té doby se Grand Prix Německa konala vždy krom roku 1985 právě na Hockenheimu. V sezóně 2000 se jel závod poprvé na zmodernizované verzi okruhu, výhru si připsal brazilský pilot Rubens Barrichello na Ferrari.
V červenci roku 2006 oznámil Bernie Ecclestone, že si již nepřeje konání dvou velkých cen na německém území během jednoho roku (od roku 1995 hostil Grand Prix Evropy Nürburgring). Z toho důvodu bylo rozhodnuto, že Nürburgring a Hockenheimring se budou v jednotlivých ročnících formule 1 střídat (stejně jako u Grand Prix Japonska od roku 2009 Suzuka s Fuji).
| No. | Rok  | Jezdec             | Konstruktér | Motor         | Pneu | Čas           | Délka kola | Počet kol | Rychlost     | Datum        |
| --- | ---- | ------------------ | ----------- | ------------- | ---- | ------------- | ---------- | --------- | ------------ | ------------ |
| 1   | 1970 | Jochen Rindt       | Lotus       | Ford          | F    | 1:42:00,300 h | 6,789 km   | 50        | 199,667 km/h | 2. srpen     |
|     |      |                    |             |               |      |               |            |           |              |              |
| 2   | 1977 | Niki Lauda         | Ferrari     | Ferrari       | G    | 1:31:48,620 h | 6,789 km   | 47        | 208,528 km/h | 31. červenec |
| 3   | 1978 | Mario Andretti     | Lotus       | Ford          | G    | 1:28:00,900 h | 6,789 km   | 45        | 208,263 km/h | 30. červenec |
| 4   | 1979 | Alan Jones         | Williams    | Ford          | G    | 1:24:48,830 h | 6,789 km   | 45        | 216,124 km/h | 29. červenec |
| 5   | 1980 | Jacques Laffite    | Ligier      | Ford          | G    | 1:22:59,730 h | 6,789 km   | 45        | 220,859 km/h | 10. srpen    |
| 6   | 1981 | Nelson Piquet      | Brabham     | Ford          | G    | 1:25:55,600 h | 6,789 km   | 45        | 213,325 km/h | 2. srpen     |
| 7   | 1982 | Patrick Tambay     | Ferrari     | Ferrari       | G    | 1:27:25,178 h | 6,797 km   | 45        | 209,929 km/h | 8. srpen     |
| 8   | 1983 | René Arnoux        | Ferrari     | Ferrari       | G    | 1:27:10,319 h | 6,797 km   | 45        | 210,525 km/h | 7. srpen     |
| 9   | 1984 | Alain Prost        | McLaren     | Porsche (TAG) | M    | 1:24:43,210 h | 6,797 km   | 44        | 211,804 km/h | 5. srpen     |
|     |      |                    |             |               |      |               |            |           |              |              |
| 10  | 1986 | Nelson Piquet      | Williams    | Honda         | G    | 1:22:08,263 h | 6,797 km   | 44        | 218,463 km/h | 22. červenec |
| 11  | 1987 | Nelson Piquet      | Williams    | Honda         | G    | 1:21:25,091 h | 6,797 km   | 44        | 220,394 km/h | 26. červenec |
| 12  | 1988 | Ayrton Senna       | McLaren     | Honda         | G    | 1:32:54,188 h | 6,797 km   | 44        | 193,148 km/h | 24. červenec |
| 13  | 1989 | Ayrton Senna       | McLaren     | Honda         | G    | 1:21:43,302 h | 6,797 km   | 45        | 224,566 km/h | 30. červenec |
| 14  | 1990 | Ayrton Senna       | McLaren     | Honda         | G    | 1:20:47,164 h | 6,802 km   | 45        | 227,334 km/h | 29. červenec |
| 15  | 1991 | Nigel Mansell      | Williams    | Renault       | G    | 1:19:29,661 h | 6,802 km   | 45        | 231,028 km/h | 28. červenec |
| 16  | 1992 | Nigel Mansell      | Williams    | Renault       | G    | 1:18:22,032 h | 6,815 km   | 45        | 234,798 km/h | 26. červenec |
| 17  | 1993 | Alain Prost        | Williams    | Renault       | G    | 1:18:40,885 h | 6,815 km   | 45        | 233,861 km/h | 25. červenec |
| 18  | 1994 | Gerhard Berger     | Ferrari     | Ferrari       | G    | 1:22:37,272 h | 6,823 km   | 45        | 222,971 km/h | 31. červenec |
| 19  | 1995 | Michael Schumacher | Benetton    | Renault       | G    | 1:22:56,043 h | 6,823 km   | 45        | 222,130 km/h | 30. červenec |
| 20  | 1996 | Damon Hill         | Williams    | Renault       | G    | 1:21:43,417 h | 6,823 km   | 45        | 225,420 km/h | 28. červenec |
| 21  | 1997 | Gerhard Berger     | Benetton    | Renault       | G    | 1:20:59,046 h | 6,823 km   | 45        | 227,478 km/h | 27. červenec |
| 22  | 1998 | Mika Häkkinen      | McLaren     | Mercedes      | B    | 1:20:47,984 h | 6,823 km   | 45        | 227,997 km/h | 2. srpen     |
| 23  | 1999 | Eddie Irvine       | Ferrari     | Ferrari       | B    | 1:21:58,594 h | 6,823 km   | 45        | 224,724 km/h | 1. srpen     |
| 24  | 2000 | Rubens Barrichello | Ferrari     | Ferrari       | B    | 1:25:34,418 h | 6,825 km   | 45        | 215,341 km/h | 30. červenec |
| 25  | 2001 | Ralf Schumacher    | Williams    | BMW           | M    | 1:18:17,873 h | 6,825 km   | 45        | 235,351 km/h | 29. červenec |
| 26  | 2002 | Michael Schumacher | Ferrari     | Ferrari       | B    | 1:27:52,078 h | 4,574 km   | 67        | 209,263 km/h | 28. červenec |
| 27  | 2003 | Juan Pablo Montoya | Williams    | BMW           | M    | 1:28:48,769 h | 4,574 km   | 67        | 207,036 km/h | 3. srpen     |
| 28  | 2004 | Michael Schumacher | Ferrari     | Ferrari       | B    | 1:23:54,848 h | 4,574 km   | 66        | 215,852 km/h | 25. červenec |
| 29  | 2005 | Fernando Alonso    | Renault     | Renault       | M    | 1:26:28,599 h | 4,574 km   | 67        | 212,629 km/h | 24. červenec |
| 30  | 2006 | Michael Schumacher | Ferrari     | Ferrari       | B    | 1:27:51,693 h | 4,574 km   | 67        | 209,278 km/h | 30. červenec |
|     |      |                    |             |               |      |               |            |           |              |              |
| 31  | 2008 | Lewis Hamilton     | McLaren     | Mercedes      | B    | 1:31:20,874 h | 4,574 km   | 67        | 201,290 km/h | 20. červenec |
|     |      |                    |             |               |      |               |            |           |              |              |
| 32  | 2010 | Fernando Alonso    | Ferrari     | Ferrari       | B    | 1:27:38,864 h | 4,574 km   | 67        | 209,788 km/h | 25. červenec |
|     |      |                    |             |               |      |               |            |           |              |              |
| 33  | 2012 | Fernando Alonso    | Ferrari     | Ferrari       | P    | 1:31:05,862 h | 4,574 km   | 67        | 201,844 km/h | 22. červenec |
|     |      |                    |             |               |      |               |            |           |              |              |
| 34  | 2014 | Nico Rosberg       | Mercedes    | Mercedes      | P    | 1:33:42,914 h | 4,574 km   | 67        | 196,206 km/h | 20. červenec |
|     |      |                    |             |               |      |               |            |           |              |              |
| 35  | 2016 | Lewis Hamilton     | Mercedes    | Mercedes      | P    | 1:30:44,200 h | 4,574 km   | 67        | 202,647 km/h | 31. červenec |
|     |      |                    |             |               |      |               |            |           |              |              |
| 36  | 2018 | Lewis Hamilton     | Mercedes    | Mercedes      | P    | 1:32:29,845 h | 4,574 km   | 67        | 198,789 km/h | 22. červenec |
| 37  | 2019 | Max Verstappen     | Red Bull    | Honda         | P    | 1:44:31,275 h | 4,574 km   | 64        | 168,044 km/h | 28. červenec |

## Verze okruhu

Hockenheimring Grand Prix (2002–)
Hockenheimring Short Circuit 2 (2002–)
Rallycross (2015–)
Porovnání nového a starého okruhu
Hockenheimer-Dreieck (1932–1938)
Kurpfalzring (1938–1965)
Porovnání Kurpfalzring a Hockenheimer-Dreieck
Porovnání Hockenheimring a Kurpfalzring
Hockenheimring Grand Prix (1966–1969)
Hockenheimring Grand Prix (1970–1981) a motocyklový okruh (1982–2001)
Hockenheimring Grand Prix (1982–1991)
Hockenheimring Grand Prix (1992–2001)
Hockenheimring Short Circuit (1966–2002)